# 弯叶日中花
弯叶日中花（学名：Mesembryanthemum uncatum），为番杏科日中花属下的一个植物种。